# Акте, Лоренц
Лоренц Николай Акте (фин. Lorenz Nikolai Achté; 25 мая 1835, Бьёрнеборг, Або-Бьёрнеборгская губерния — 18 апреля 1900, Гельсингфорс) — финский композитор, оперный певец (баритон), дирижёр, музыкальный педагог и музыкально-общественный деятель.
Один из основоположников финского оперного искусства.
Основатель Хельсинкской школы канторов и органистов.

## Биография
Муж Эмми Шарлотты Акте, оперной певицы, одной из основоположников финского оперного искусства. Отец певицы Айно Акте.
Родился в семье майора. Был дирижёром студенческого оркестра, который исполнял его композиции. Позже возглавил вокальный ансамбль университета.
Обучался пению и церковной музыке. С целью создания церковной музыкальной школы, совершил две ознакомительные поездки за границу. В 1872 году побывал в Германии, где занимался церковной музыкой и теологией.
Был кантором Старой церкви в Хельсинки. Создал мужской и хор мальчиков.
В 1868 г. основал в Гельсинфорсе постоянный симфонический оркестр (Академическое оркестровое общество), в 1869 г. принял участие в создании Финского клуба, драматическое отделение которого явилось основой первого финского национального театра (1872).
Пел в Финской опере. В 1870 году исполнил партию графа Луны в «Трубадуре» Верди — первом оперном спектакле на финском языке. В 1873 году Л. Акте организовал при театре оперное отделение. В 1873—1879 гг. дирижировал оперными спектаклями.
Исполнял ведущие баритоновые партии в операх «Лючия ди Ламмермур» и «Лукреция Борджиа» Доницетти, «Норма» Беллини, «Фауст» Гуно и др.
Выступал как певец и дирижёр в концертах.
Ему принадлежит также ряд симфонических произведений и педагогических трудов.
В 1882 году основал в Гельсинфорсе школу канторов и органный класс, позже — церковную музыкальную школу. Сначала в них преподавали только сам Л. Акте и его жена. Подобные школы позже были созданы в городах Або, Улеаборге и Выборге.
Похоронен на кладбище Хиетаниеми по соседству с Никольским кладбищем Хельсинки.

## Работы
- Три арии из кантаты Kung Davids 84 psalm (84 псалом царя Давида для голоса и фортепиано) (A-dur);
- Увертюра к  "Regina von Emmeritz";
- Ehdotus Hämäläisten marssiin, хоровое сочинение. [2]